# El parc Cordier a Trouville
El parc Cordier a Trouville és un oli sobre tela de 51 × 62 cm realitzat per Louis-Eugène Boudin vers els anys 1880-1885, el qual es troba al Museu Nacional d'Art de Catalunya.

## Context històric i artístic
Boudin, fill de mariner, va adoptar com a temàtica gairebé exclusiva les escenes de mar, especialment de la costa de la Normandia i la Bretanya, encara que, cap al final de la seua vida, va pintar també pel sud de França i Venècia. Trouville-sur-Mer, platja de moda de l'època, va esdevenir un dels llocs preferits de l'artista, on entre el 1862 i el 1871 va pintar les seues famoses escenes de platja amb reunions mundanes, que van assolir un gran èxit.

## Descripció
És un oli pintat en plena maduresa artística del pintor i amb l'espontaneïtat d'un esbós i on tots els elements estan subordinats a la llum, distribuïda delicadament en un joc de contrastos. L'indret escollit pel pintor en aquesta ocasió no és la platja, sinó un parc poc freqüentat i a ple sol. Aquest quadre (en el qual els arbres i el cel, lleugerament ennuvolat, esdevenen els elements dominants de la composició) és el reflex del tipus de representació pel qual va optar Boudin: un paisatge sense figures amb la línia de l'horitzó baixa, en el qual el cel ocupa gran part de la tela. Ací, les figures, només emprades com a contrapunt per suggerir la magnitud del paisatge, són meres pinzellades de colors vius que contribueixen a crear efectes lluminosos i les ombrel·les de les dames, elements imprescindibles en aquestes composicions mundanes.